# Моисей (Красильников)
Архимандрит Моисей (в миру Михаи́л Фёдорович Краси́льников; 1814, Болхов, Орловская губерния — 4 (17) ноября, 1895) — архимандрит Русской православной церкви. Настоятель Свято-Тихоновой пустыни в Калужской области. Ученик Оптинских старцев Льва, Макария и Моисея. Благочинный монастырей Калужской епархии (с 1866). В начале XX века почитался как местночтимый святой.

## Биография

### Детство и монашество
Михаил Красильников родился в 1814 году в городе Болхове Орловской губернии, в семье мещан. В детстве съездил в паломническую поездку в Оптину пустынь и захотел там остаться. Родители не разрешали сыну уходить в монастырь, но однажды Михаил убежал в обитель. Скоро он был  зачислен в Оптину пустынь. Его духовным отцом был старец Леонид (в схиме Лев) Оптинский. Он предложил Михаилу ехать восстанавливать Тихонову пустынь, но тот отказывался. Старец Лев предсказал ему: "Пока живи здесь, но в Тихоновой пустыни ты будешь, будешь и будешь..."
В 1841 году после смерти Льва духовным отцом Михаила стал старец Макарий Оптинский. Послушник Михаил был смиренным и кротким и стремился стать монахом. 17 апреля 1847 года состоялось пострижение Михаила с именем Моисей, а в 1848 году — рукоположение во диакона. Через 7 лет рукоположён во иеромонаха.

### Настоятель Тихоновой пустыни
В 1855 году пророчества старца Льва сбылись, и 22 августа Моисей был назначен настоятелем Тихоновой пустыни с возведением в сан игумена. В 1861 году Моисей стал свидетелем чуда, совершённого по молитвам преподобного Тихона. В Калуге была страшная засуха, и урожай мог погибнуть. Тогда игумен вышел с народом крестным ходом и окропил поля святой водой из колодца Тихона Калужского. Полил сильный дождь и спас урожай.
Одним из главных трудов Моисея является введение старчества в Тихоновой пустыни. В монастыре не было духовника, и он сам становился примером для братии. Вскоре в обитель вернулся старец Ефрем (Неклюев), который был назначен духовником братии монастыря. С 1866 года Моисей — благочинный всех монастырей Калужской епархии, а с 1871 года — архимандрит.
Ещё один важный труд архимандрита Моисея — отстройка храмов Тихоновой пустыни. При нём был построен новый шестипрестольный собор Преображения Господня, трапезная. Для уединённой жизни монахов был построен Сретенский скит с храмами Сретения Господня и Калужской иконы Божией Матери. По проекту отца Моисея началось строительство Успенского собора, Никольского трапезного храма и колокольни в византийском стиле, которая была достроена за год до его кончины.

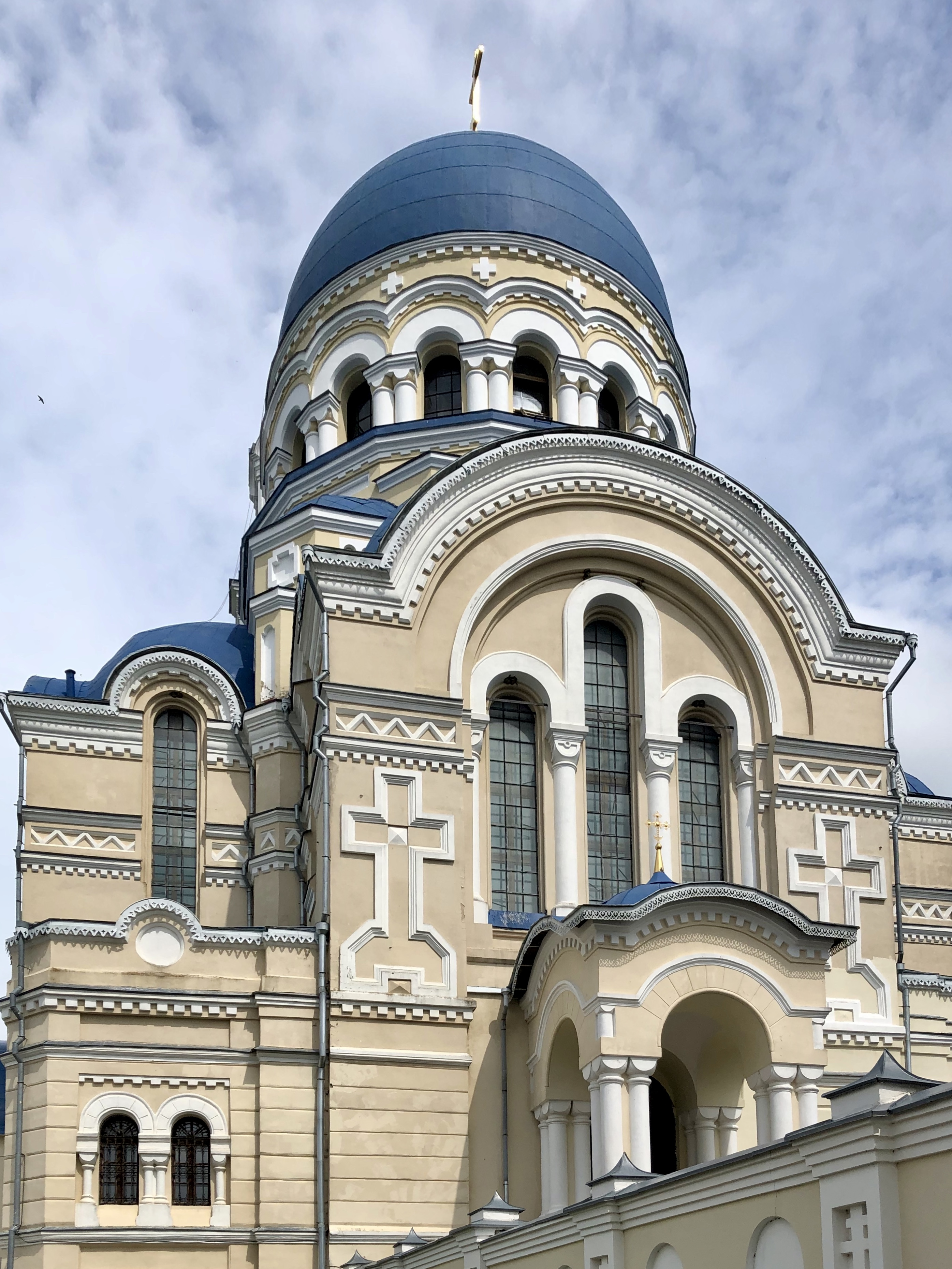
Успенский собор, построенный по проекту архимандрита Моисея

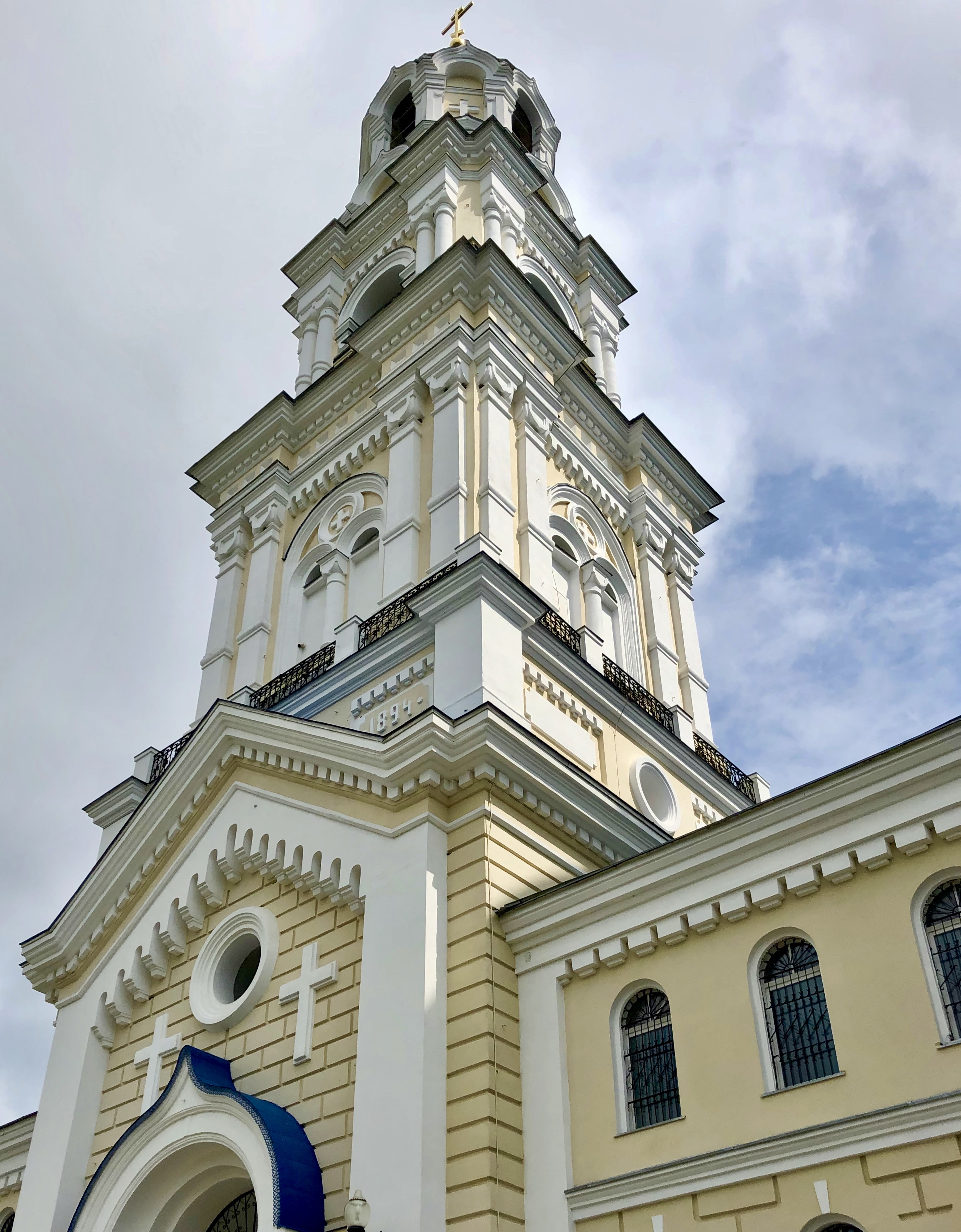
Колокольня, построенная по проекту архимандрита Моисея, 1894

### Белокопытовский монастырь
В 1868 году в деревне Новодяглево была создана Казанская Боголюбивая Белокопытовская община. Её основателем была помещица А. Г. Белокопытова. Казанская церковь была устроена сначала в большом доме помещицы, а в 1880 году был построен каменный Крестовоздвиженский храм. С 1871 года архимандрит Моисей (Красильников) стал духовником этой общины. В 1892 году община приобрела статус монастыря. До самой своей смерти Моисей окормлял монастырь и его сестёр. Сейчас в монастыре до сих пор почитают этого подвижника. 

### Кончина
Почил старец 4 (17) ноября 1895 года на руках у своего келейника Досифея, читая Псалтырь. Через год Досифеем было составлено житие подвижника. Похоронен Моисей под спудом Преображенского собора Тихоновой пустыни. В начале XX века архимандрит Моисей и иеросхимонах Иоанн почитались как местночтимые святые. Им было установлено празднование 4 (17) ноября.

## Судьба останков
Архимандрит Моисей был похоронен под Преображенским собором монастыря, вместе с другими настоятелями. В начале 2000-х годов во время раскопок фундамента Преображенского собора был обнаружен гроб с нетленными мощами Моисея. Их перезахоронили рядом с новым собором в монастырском некрополе. Каждый год 17 ноября служится панихида всем почившим в Тихоновой пустыни. 

## Награды
- Наперсный крест «В память войны 1853—1856» (1858)
- Наперсный крест золотого цвета (1867)
- Знак Красного Креста (1879)
- Орден Святой Анны 3-й степени (1875)[3]
- Орден Святой Анны 2-й степени (1879)
- Орден Святого Владимира 4-й степени (1885)
- Орден Святого Владимира 3-й степени (1888)